# Teriomima puella
Teriomima puella är en fjärilsart som beskrevs av Kirby 1887. Teriomima puella ingår i släktet Teriomima och familjen juvelvingar. Inga underarter finns listade i Catalogue of Life.